# Casper Albers
Casper Johannes Albers (Hengelo, 30 juni 1975) is een Nederlandse statisticus en voormalig Volkskrant-columnist. Hij is hoogleraar Toegepaste Statistiek en Datavisualisatie van de Faculteit Gedrags- en Maatschappijwetenschappen aan de Rijksuniversiteit Groningen (RUG) en decaan van die faculteit. Hij was van 2020 tot 2024 directeur van het Heymans Instituut voor Psychologisch Onderzoek en was jarenlang lid van de universitaire medezeggenschap. Daarnaast is hij columnist, met name in de Universiteitskrant (Ukrant).

## Loopbaan
Albers studeerde wiskundige statistiek aan de Rijksuniversiteit Groningen. Hij behaalde de doctorandustitel in 1998 en zijn doctoraat volgde in 2003. Na diverse postdoctorale opleidingen elders keerde hij in 2009 terug naar Groningen. In 2019 sprak Albers daar zijn oratie uit ter aanvaarding van het ambt van hoogleraar in de Toegepaste Statistiek en Datavisualisatie. In datzelfde jaar won hij samen met Nadine Akkerman de Nationale Wetenschapsquiz. Albers benadrukt in zijn werk het belang van wetenschapscommunicatie en open science.
Van 2019 tot 2024 was hij columnist voor het Nederlandse dagblad de Volkskrant. Zijn laatste column verscheen op 31 januari 2024.

## Overige functies
- Van 2015 tot 2019 bestuurslid van de International Association for Statistical Computing[2]
- Van 2012 tot 2020 bestuurslid en van 2021 tot maart 2025 voorzitter van de Vereniging voor Statistiek en Operations Research (VVSOR)[2][7][8]
- Van 2020 tot 2024 secretaris van het Groninger Universiteitsfonds[2][9]
- Sinds 2020 lid van 'Expertteam Psychometrische Analyses' van het Rijksinstituut voor Volksgezondheid en Milieu (RIVM)[2]
- Van 2020 tot 2024 lid van de universitaire commissie Seksuele Intimidatie, Agressie, Geweld & Discriminatie

## Academische publicaties
- 1998: Estimating bivariate distributions assuming some form of dependence. (scriptie), RUG[10]
- 2003: Distributional Inference: The Limits of Reason. (proefschrift), RUG[1]
- 2019: Toegepaste Statistiek: Van Ontwikkeling tot Communicatie, rede bij de aanvaarding van het ambt van hoogleraar in de Toegepaste Statistiek en Datavisualisatie aan de RUG (19 maart 2019)[11]